# Camellia philippinensis
Camellia philippinensis är en tvåhjärtbladig växtart som beskrevs av Ho Tseng Chang och S.X. Ren. Camellia philippinensis ingår i släktet Camellia och familjen Theaceae. Inga underarter finns listade i Catalogue of Life.